# Farum skulpturpark
Farum skulpturpark är en skulpturpark i Fredtofteparken i Farum, norr om Köpenhamn i Danmark.
Farum skulpturpark inrättades i augusti 1999 efter ett förslag av den israeliske skulptören Yaël Artsi, med samtidig avtäckning av parkens åtta verk i natursten.

## Verk i skulpturparken
- Yaël Artsi: The Cloud
- Jun-Ichi Inoue: Meditative Place
- Nicolas Bertoux: Clair de Lune
- Tetsuo Harada: Earth Weaving
- Jesper Neergaard: Vandvogteren
- Kemal Tufan: Bulls
- Cynthia Sah: Playful Waves
- Pål Svensson: Se ind i lyset, diabas